# Via Aurelia

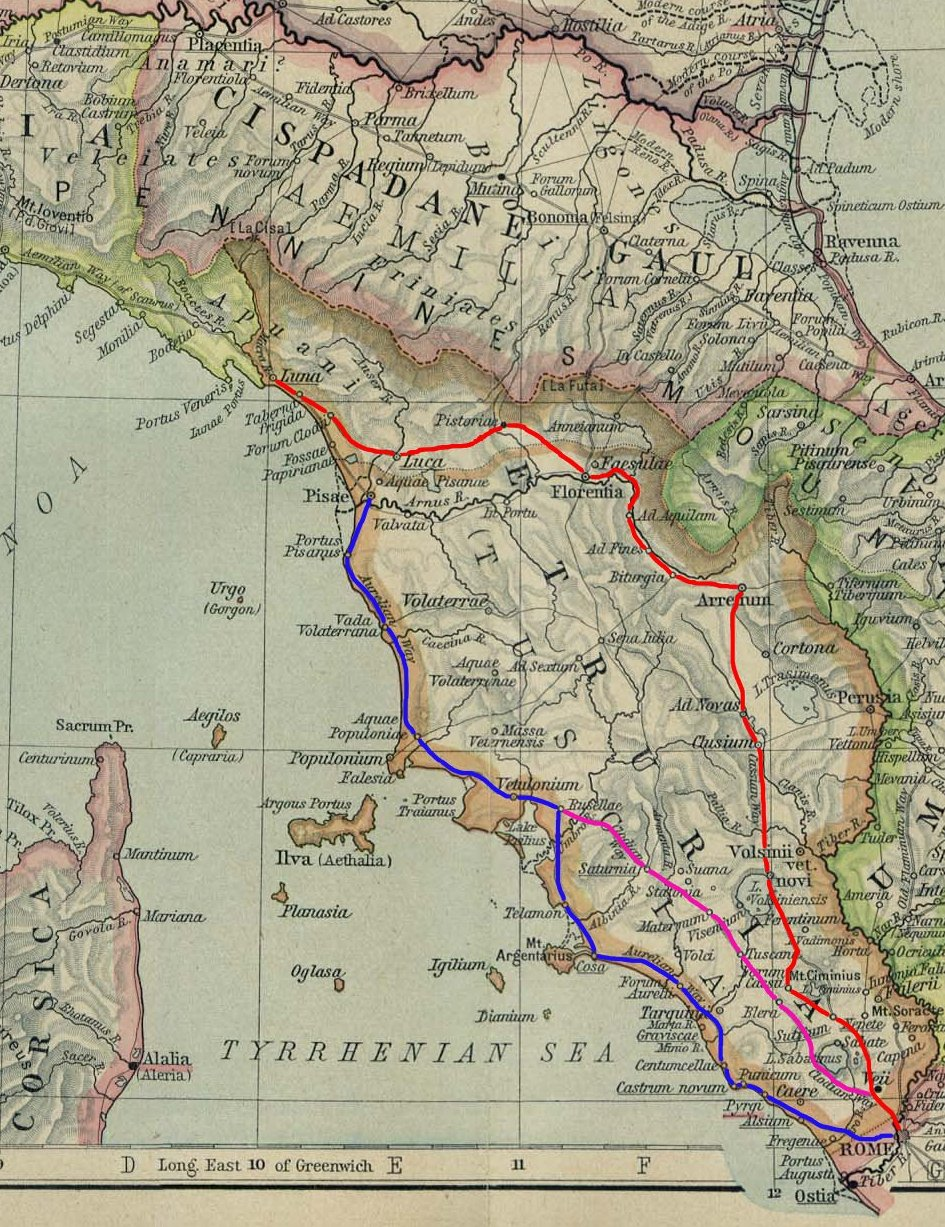
Via Aurelia är den blå linjen. (Röd linje är Via Cassia och lila är Via Clodia.)

Via Aurelia är idag den näst längsta vägen i Italien, 699 km, och följer den antika Aureliusvägens sträckning nästan exakt fram till den franska gränsen. Vägen anlades runt år 241 f.Kr. av censorn Gaius Aurelius Cotta. Via Aurelia löpte till Arles i Frankrike när den var färdigkonstruerad.